# 高須インターチェンジ

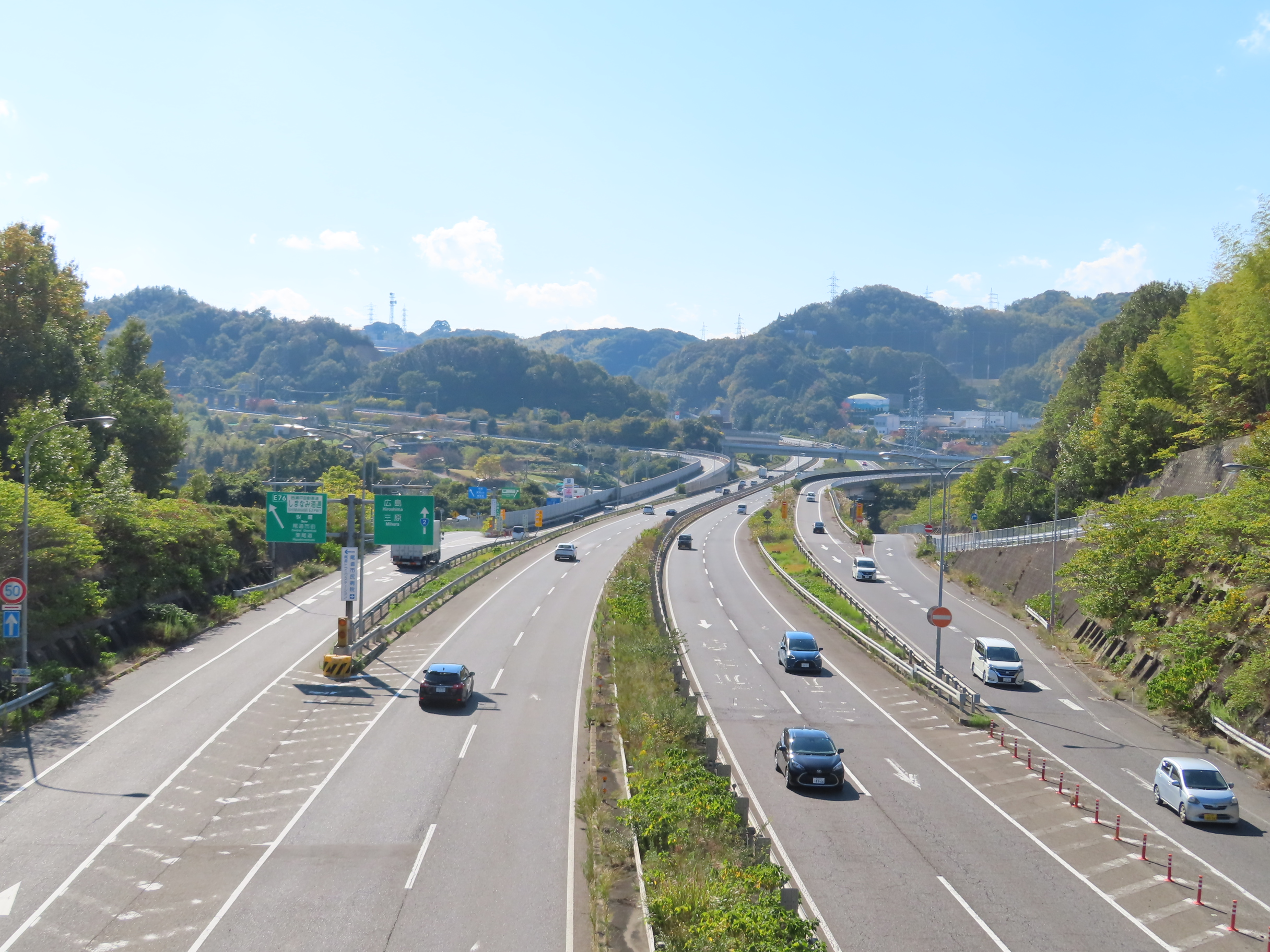
高須インターチェンジ。西瀬戸尾道インターチェンジの分岐部を併せ持つ。

高須インターチェンジ（たかすインターチェンジ）は広島県尾道市にある、国道2号松永道路（尾道福山自動車道）と尾道バイパスを接続するインターチェンジ。
本線は高須ICより東方が松永道路、西方が尾道バイパスである。接続する一般道も尾道バイパスの一部であるが、実態は南東約1kmにある尾道バイパス東口交差点（旧道と接続）までの連絡路である。
また西瀬戸自動車道の起点となる西瀬戸尾道ICが併設されている。

## 道路
- 国道2号松永道路（尾道福山自動車道）
- 国道2号尾道バイパス

## 接続する道路
- 国道2号尾道バイパス

## 周辺
- 尾道トラックステーション

## 隣
松永道路（尾道福山自動車道）
西藤IC - 高須IC
尾道バイパス
高須IC - 栗原IC

## 入口分岐標識
- 上り線（東尾道方面）
- 下り線（広島方面）